# The Death of King Edward III
The Death of King Edward III è un cortometraggio muto del 1911 diretto da J. Stuart Blackton.

## Produzione
Il film fu prodotto dalla Vitagraph Company of America.

## Distribuzione
Distribuito dalla General Film Company, il film - un cortometraggio in una bobina - uscì nelle sale cinematografiche statunitensi il 5 agosto 1911. Non si conoscono copie ancora esistenti della pellicola che viene considerata presumibilmente perduta.